# Pierre-Joseph Redouté
Pierre-Joseph Redouté (Saint-Hubert, 10 juli 1759 - Parijs, 20 juni 1840), was een Belgische kunstschilder en botanicus.

## Biografie
Redouté werd het meest bekend door zijn schilderijen van bloemen in de tuin van het kasteel van Malmaison. Hij werd geboren in Saint-Hubert, destijds een deel van het hertogdom Luxemburg, maar tegenwoordig gelegen in België. Hij was de officiële hofartiest van Marie Antoinette van Oostenrijk, voor wie hij planten uit de tuin van het Kleine Trianon schilderde. Tijdens de woelige dagen van de Franse Revolutie en de Terreur bleef hij schilderen. Zijn opdracht was het om tuinen die nationaal eigendom waren geworden te documenteren.
In dienst van keizerin Joséphine de Beauharnais kon Redouté zijn talenten uitleven in boeken met tekeningen van bloemen van over de hele wereld en tekeningen van de rozen in de tuin van Malmaison. Na de dood van Joséphine maakte hij een moeilijke periode door. In 1822 trad hij in dienst bij het Muséum national d'histoire naturelle. Drie jaar later werd hij Ridder in het Franse Legioen van Eer.
Behalve als schilder in de traditie van Vlaamse en Nederlandse meesters zoals Jan Brueghel de Oude, Rachel Ruysch, Jan van Huysum en Jan Davidsz. de Heem was Redoute ook voor de wetenschap van belang. Hij maakte meer dan 2.100 tekeningen van 1.800 verschillende soorten planten, waarvan een groot aantal tot op dat moment onbekend was.
Redouté was een leerling van Gerard van Spaendonck, directeur van de Jardin des Plantes in Parijs. 
- Auckland Art Gallery Toi o Tāmaki: 1998
- Biblioteca Nacional de España: XX920033
- Bibliothèque nationale de France: cb119213590 (data)
- Author citation (botany): Redouté
- Biografisch Portaal: 07498837
- CiNii: DA0158843X
- Stuttgart Database of Scientific Illustrators 1450–1950: 13
- Gemeinsame Normdatei: 118598899
- International Standard Name Identifier: 0000 0001 2096 0525
- Library of Congress Control Number: n79018443
- Base Léonore: LH//2282/86
- MusicBrainz: 290386b5-b4c1-4343-95ae-e5f941d4cb6c
- The MNAHA id lkl002073/3 is not valid.
- Bibliotheek van het Japanse parlement: 00453839
- Nationale Bibliotheek van Tsjechië: jx20081111006
- Nationale Bibliotheek van Israël: 987007266953805171
- Nederlandse Thesaurus van Auteursnamen: 069069735
- RKD-Nederlands Instituut voor Kunstgeschiedenis: 65892
- LIBRIS: 170536
- SNAC: w65f2fft
- Système universitaire de documentation: 027092488
- Museum of New Zealand Te Papa Tongarewa: 73251
- Trove: 955300
- Union List of Artist Names: 500005678
- Virtual International Authority File: 46766391
- WorldCat: E39PBJmdrJGvKPtM93DbfwBwYP